# Michael Graves
Michael Graves (ur. 9 lipca 1934 w Indianapolis, zm. 12 marca 2015 w Princeton) – amerykański architekt i designer, czołowy przedstawiciel postmodernizmu.